# One (álbum de Bee Gees)
One es el álbum de estudio número 18 de The Bee Gees, lanzado en abril de 1989 (En los Estados Unidos el lanzamiento fue atrasado, saliendo en agosto del mismo año). Luego del éxito del álbum previo, E.S.P., los hermanos Gibb empezaron a trabajar en el álbum One tempranamente en 1988. En marzo, el hermano menor de los Gibb, Andy repentinamente muere, y los Bee Gees se toman un descanso hasta agosto, cuando retornan al estudio para completar el álbum. El estilo de One fue más melancólico que E.S.P., y fuertemente influenciado por la pérdida de su hermano. El primer sencillo del álbum, "Ordinary Lives", dedicado a Andy, es un ejemplo de ello. El álbum tuvo un pequeño impacto en el mercado. Otros sencillos del álbum incluyeron a "One" y "Tokyo Nights". Dejando a un lado el éxito del álbum en los Estados Unidos, One solo llegó al puesto #68. En el Reino Unido llegó al puesto #29, vendiendo mejor en Alemania y Suiza, llegando a la posición #10 en ambos países. Hasta el 2006, One vendió cerca de 1 millón de copias alrededor del mundo.

## Lista de canciones
| #   | Título               | Notas | Duración |
| --- | -------------------- | --- | -------- |
| 1.  | Ordinary Lives       | Voz principal por Barry Gibb. Originalmente grabado bajo el título de "Cruel World". Lanzado como un sencillo.                     | 4:01     |
| 2.  | One                  | Voz principal por Barry Gibb. Lanzado como sencillo.                                                                               | 4:55     |
| 3.  | Bodyguard            | Voces principales por Robin y Barry Gibb. Lanzado como sencillo.                                                                   | 5:21     |
| 4.  | It's My Neighborhood | Voz principal por Barry Gibb. | 4:17     |
| 5.  | Tears                | Voz principal por Barry Gibb. | 5:16     |
| 6.  | Tokyo Nights         | Voz principal por Robin Gibb. Una versión de esta canción fue grabada antes en 1987.                                               | 3:56     |
| 7.  | Flesh and Blood      | Voz principal por Robin Gibb. | 4:44     |
| 8.  | Wish You Were Here   | Voz principal por Barry Gibb. Escrita unas semanas después de la muerte de Andy Gibb en 1988. Esta canción está dedicada a él.     | 4:44     |
| 9.  | House of Shame       | Voz principal por Maurice Gibb. | 4:51     |
| 10. | Will You Ever Let Me | Voz principal por Barry Gibb. | 5:58     |
| 11. | Wing and a Prayer    | Voz principal por Barry Gibb. Bonus track incluido solo en la edición de CD. Producido por Barry Gibb, Maurice Gibb, y Robin Gibb. | 4:10     |

Todas las canciones escritas por Barry, Robin y Maurice Gibb.
El álbum fue producido por Barry Gibb, Maurice Gibb, Robin Gibb y Brian Tench excepto por "Wing and a Prayer", producido por Barry Gibb, Maurice Gibb y Robin Gibb.

## Sencillos
| Fecha           | Sencillo             | Notas                                                                     | Posición en las listas                                                         |
| --------------- | -------------------- | ------------------------------------------------------------------------- | ------------------------------------------------------------------------------ |
| Marzo de 1989   | "Ordinary Lives"     | Lanzado solo en Europa                                                    | #54 Reino Unido, #8 Alemania, #19 Austria, #23 Países Bajos                    |
| Junio de 1989   | "One"                | Lanzado mundialmente                                                      | #7 EE. UU., #71 Reino Unido, #1 Brasil, #7 Argentina, #11 Canadá, #37 Alemania |
| Octubre de 1989 | "Tokyo Nights"       | Lanzado solo en Europa y Asia                                             | -                                                                              |
| Enero de 1990   | "Bodyguard"          | Lanzado solo en Estados Unidos                                            | #9 Adult Contemporary                                                          |
| Enero de 1990   | "Wish You Were Here" | Lanzado solo promocionalmente en parte de Latinoamérica y parte de Europa | #2 Brasil                                                                      |

## Desempeño en las listas
| Lista          | Posición más alta |
| -------------- | ----------------- |
| Alemania       | 4                 |
| Suiza          | 6                 |
| Países Bajos   | 15                |
| Noruega        | 19                |
| Austria        | 23                |
| Reino Unido    | 29                |
| Australia      | 36                |
| Italia         | 39                |
| Suecia         | 42                |
| Canadaá        | 46                |
| Japón          | 63                |
| Estados Unidos | 68                |

- Datos: Q513650